# Касиб
Касиб — село в Соликамском районе Пермского края. Административный центр Касибского сельского поселения.

## История
Населённый пункт известен как деревня с 1623—1624 годов (тогда в нём были 4 двора). В 1699 году, после постройки Покровской деревянной церкви, получил статус погоста (центра округи), затем — села. 19 марта 1931 года был образован колхоз им. Ворошилова, после укрупнения — им. Сталина, переименованный в ноябре 1961 года в сельхозартель им. 22-го партсъезда. 27 ноября 1970 года на базе колхоза был создан совхоз «Касибский». В 1950—1960-е годы в селе находился детский дом, работал маслозавод. В 1967 году открыто Касибское месторождение нефти.
Касиб был центром Касибской волости Соликамского уезда и Касибского сельского совета (до января 2006 года).

## Географическое положение
Расположено на левом берегу реки Лысьва, к западу от районного центра, города Соликамск.

## Население
| 2010 |
| ---- |
| 549  |

## Улицы[3]
- Бельская ул.
- Восточная ул.
- Горная ул.
- Культуры ул.
- Логовая ул.
- Мира ул.
- Молодёжная ул.
- Набережная ул.
- Октябрьская ул.
- Садовая ул.
- Свободы ул.
- Северная ул.
- Цветочная ул.
- Центральная ул.

## Топографические карты
- Лист карты O-40-5 Керчевский. Масштаб: 1 : 100 000. Состояние местности на 1981 год. Издание 1988 г.